# Весна Байкуша
Весна Байкуша (21 травня 1970) — югославська баскетболістка.
Срібна призерка Олімпійських Ігор 1988 року.
Переможниця Середземноморських ігор 1993 року.
Срібна призерка Чемпіонату світу 1990 року.
Срібна призерка Чемпіонату Європи 1991 року.